# Yasubei榎本
Yasubei榎本（やすべい えのもと、1983年12月15日 - ）は、スイスの男性総合格闘家。チューリッヒ州チューリッヒ出身。Enomoto Dojo所属。ブラジリアン柔術茶帯。元M-1 Globalウェルター級王者。
日系ペルー人の父親とスイス人の母親を持つ。Enomoto Dojoの主宰者でもあるフィリップ・エノモトは実兄。

## 来歴
グラップリング大会で多くの実績を重ね、2006年2月18日にスイスで開催されたS-1で総合格闘技デビュー。
2009年3月7日、Cage Fighters Championshipウェルター級王座決定戦でエンリケ・サンタナと対戦し、3-0の判定勝ちを収め王座獲得に成功した。
2010年6月20日、SRC初参戦となったSRC13で菊田早苗と対戦し、右アッパーでダウンを奪うとパウンドで追撃しTKO勝ちを収めた。
2010年8月22日、SRC14のSRCウェルター級グランプリシリーズ1回戦で高木健太と対戦し、高木のバックブローに来たところをブルドッグチョーク（SRCの公式記録はチョークスリーパー）で捕えそのまま一本勝ち。10月30日、SRC15の準決勝で奥野"轟天"泰舗に3-0の大差判定勝ち。12月30日、戦極 Soul of Fightの決勝で中村K太郎にチョークスリーパーで一本負けを喫し準優勝となった。

## 戦績
| 総合格闘技 戦績 | 総合格闘技 戦績 | 総合格闘技 戦績 | 総合格闘技 戦績 | 総合格闘技 戦績 | 総合格闘技 戦績 | 総合格闘技 戦績 |
| --------------- | --------------- | --------------- | --------------- | --------------- | --------------- | --------------- |
| 31 試合         | (T)KO           | 一本            | 判定            | その他          | 引き分け        | 無効試合        |
| 20 勝           | 3               | 6               | 11              | 0               | 0               | 0               |
| 11 敗           | 4               | 1               | 6               | 0               | 0               | 0               |

| 勝敗 | 対戦相手                     | 試合結果                           | 大会名                                                                         | 開催年月日     |
| ○    | イヴァン・シュトルコフ       | 2R 3:37 リアネイキッドチョーク     | Russian Cagefighting Championship - RCC 7 -                                    | 2019年12月9日  |
| ×    | ロマン・コプィロフ           | 4R 3:39 KO（左ボディブロー）       | Fight Nights Global 91 【FNGミドル級タイトルマッチ】                           | 2018年12月27日 |
| ×    | アレキサンダー・シュレメンコ | 5分3R終了 判定0-3                  | Fight Nights: Battle of Moscow 18                                              | 2014年12月20日 |
| ○    | ルスタム・ボガティレフ       | 5分3R終了 判定3-0                  | FEFoMP: Battle of Empires 3                                                    | 2013年12月14日 |
| ×    | アルバート・トゥメノフ       | 1R 3:52 TKO（打撃）                | Fight Nights: Battle of Moscow 13 【ウェルター級トーナメント 決勝】            | 2013年10月26日 |
| ○    | シャミル・ザヴロフ           | 5分3R終了 判定3-0                  | Fight Nights: Battle of Moscow 12 【ウェルター級トーナメント 1回戦】           | 2013年6月21日  |
| ○    | フセイン・ハリエフ           | 5分3R終了 判定2-1                  | M-1 Challenge 34: Emelianenko vs. Gluhov                                       | 2012年9月30日  |
| ×    | ラシッド・マゴメドフ         | 5分5R終了 判定0-3                  | M-1 Challenge 31: Monson vs. Oleinik 【M-1 Globalウェルター級タイトルマッチ】  | 2012年3月16日  |
| ○    | シャミル・ザヴロフ           | 5R 4:10 ギロチンチョーク           | M-1 Challenge 30: Zavurov vs. Enomoto 【M-1 Globalウェルター級タイトルマッチ】 | 2011年12月9日  |
| ○    | ジョシュ・ソープ             | 1R 1:07 三角絞め                   | M-1 Challenge 27: Magalhaes vs. Zayats                                         | 2011年10月14日 |
| ○    | ラファウ・モクス             | 5分3R終了 判定2-0                  | M-1 Ukraine European Battle                                                    | 2011年6月4日   |
| ×    | シャミル・ザヴロフ           | 5分5R終了 判定0-3                  | M-1 Challenge 25: Zavurov vs. Enomoto 【M-1 Globalウェルター級タイトルマッチ】 | 2011年4月28日  |
| ×    | 中村K太郎                    | 2R 3:48 チョークスリーパー         | 戦極 Soul of Fight 【ウェルター級グランプリシリーズ2010 決勝】                 | 2010年12月30日 |
| ○    | 奥野"轟天"泰舗               | 5分3R終了 判定3-0                  | SRC15 【ウェルター級グランプリシリーズ2010 準決勝】                            | 2010年10月30日 |
| ○    | 高木健太                     | 2R 0:53 ブルドッグチョーク         | SRC14 【ウェルター級グランプリシリーズ2010 1回戦】                             | 2010年8月22日  |
| ○    | 菊田早苗                     | 1R 3:57 TKO（右アッパー→パウンド） | SRC13                                                                          | 2010年6月20日  |
| ×    | タイラー・スティンソン       | 3R 1:59 TKO（パウンド）            | Art of Fighting 3: Rumble at Robarts 3                                         | 2009年6月13日  |
| ○    | エンリケ・サンタナ           | 5分3R終了 判定3-0                  | Cage Fighters Championships 5 【CFCウェルター級王座決定戦】                    | 2009年3月7日   |
| ○    | ダニー・ドハーティ           | 2R 腕ひしぎ十字固め                | Hell Cage 1                                                                    | 2008年5月3日   |
| ○    | ヴライコ・ペロビク           | 5分2R終了 判定3-0                  | S-1: European Championship Fight Night                                         | 2006年2月18日  |

## 獲得タイトル
- CFCウェルター級王座（2009年）
- 第2代M-1 Globalウェルター級王座（2012年）